# Sawsan Gabra
Sawsan Gabra Ayoub Khalil (1963) es una activista e ingeniera egipcia.
Es una ingeniera civil cristiana formada en la Universidad de Alejandría. Participa activamente en proyectos que promueven el entendimiento árabe occidental y musulmán cristiano. Sawsan Gabra es cofundadora de Arab West Report.